# Cryptus australis
Cryptus australis är en stekelart som beskrevs av Guerin-meneville 1848. Cryptus australis ingår i släktet Cryptus och familjen brokparasitsteklar.

## Underarter
Arten delas in i följande underarter:
- C. a. nigropictus
- C. a. obscuratus